# 赵耀宗
赵耀宗（1963年9月29日—）是美国一名华裔演员和歌手。他以在百老汇、全国巡演、外百老汇和地区剧院表演知名，特别是在加利福尼亚州旧金山的湾区和密苏里州的圣路易斯的圣路易斯市立歌剧院。在戏剧和音乐剧表演中，从莎士比亚到罗杰斯与汉默斯坦乃至黄哲伦，赵耀宗皆可驾驭。而让他享誉全球的作品则是在电视剧《国务卿女士》中出演中華人民共和國外交部部長之常设角色。
赵耀宗在百老汇的精彩演出包括《太平洋序曲》、《蝴蝶君》和《蜜莉姑娘》，他在《蜜莉姑娘》中创造了傅邦（Bun Foo）这个角色。赵耀宗获得的表演奖项包括因在公共剧院演出《黄面佬》而获得路希尔·罗特尔奖和奥比奖；因在戏剧工场演出《蜘蛛女之吻》而获得戏剧评论奖；因在北岸音乐剧场出演《西贡小姐》而获得艾略特·诺顿奖。
赵耀宗也演出过一些影视角色。

## 早年生活
赵耀宗出生于美国加利福尼亚州旧金山的华裔美国人家庭，在家里九个孩子中排行第六。他的父亲弗兰克·赵（Frank Jue）是美国海军的一名工程师，他的母亲则名叫珍妮·赵（Jennie Jue）。赵在旧金山的里士满区长大，并在圣伊纳爵学院预科学校就读；他在这里参与了学校的戏剧项目。 赵耀宗在耶鲁大学获得了文学士学位。

## 职业生涯

### 纽约剧场
1984年，赵耀宗首次在纽约剧场登台。他在《太平洋序曲》出演“树上的男孩”；随后他在《荷兰海军上将和夫人（Dutch Admiral and Madam）》里出演“荷兰海军上将”。

### 影视演出
| 角色姓名             | 演出作品                   | 播出 / 发行机构 | 播出年代       | 备注     | 来源  |
| -------------------- | -------------------------- | --------------- | -------------- | -------- | ----- |
| 梅尔兹（Mertz）           | 《傀儡、爱与梅尔兹》       |                 | 1999年         | 电影短片 | [ 3 ] |
| 詹姆斯（James）           | 《尼基》                   | 卡通频道        | 2000年         | 配音     | [ 3 ] |
| 汤姆·李（Tom Li）          | 《傲骨贤妻》               | CBS电视网       | 2010年         |          | [ 3 ] |
| 哈尔伯顿医生（Dr. Halberton）     | 《法律与秩序》             | NBC电视网       | 2010年         |          | [ 3 ] |
| 徐先生（Mr.Hsu）           | 《欢乐之声》               | 华纳兄弟        | 2012年         |          | [ 3 ] |
| 查理斯（Charles）           | 《白色短吻鳄》             |                 | 2012年         |          | [ 3 ] |
| 方医生（Dr. Fong）           | 《法律与秩序：特殊受害者》 | NBC电视网       | 2004年－2006年 |          | [ 3 ] |
| 史蒂芬·温法官（Judge Steven Ong）    | 《法律与秩序：特殊受害者》 | NBC电视网       | 2013年         |          | [ 3 ] |
| 金（）               | 《相同的意愿》             |                 | 2014年         | 电影短片 | [ 3 ] |
| 胡（）               | 《基本演绎法》             | CBS电视网       | 2016年         |          | [ 3 ] |
| 米奇·伯吉斯（Mickey Burgess）      | 《离婚》                   | 家庭票房频道    | 2016年         |          | [ 3 ] |
| 陈明（中国外交部长） | 《国务卿女士》             | CBS电视网       | 2014年－2019年 |          | [ 3 ] |

### 脚注
1. ↑  中文译名参考自旧金山歌剧院（英语：San Francisco Playhouse）新闻稿《灣區劇作家余秀菊傾心力作「余家之主」邀您共赴唐人街歷史探索之約》。

### 出典
1. ↑  Chang, Lia. . AsianConnections. 2008-01-06  [2019-04-29]. （原始内容存档于2008-01-09）.
2. ↑  Elisabeth Traugott. .   [2019-04-29]. （原始内容存档于2018-10-16）.
3. ↑  . IMDb.   [2019-04-30].